# Rhadinopsylla bivirgis
Rhadinopsylla bivirgis är en loppart som beskrevs av Rothschild 1913. Rhadinopsylla bivirgis ingår i släktet Rhadinopsylla och familjen mullvadsloppor. Inga underarter finns listade i Catalogue of Life.